# Abruci
Abruci (v italijanskem izvirniku Abruzzo [abrùcco], tudi Abruzzi [abrùcci]) so ena od dvajsetih dežel, ki sestavljajo Italijo. Mejijo na severu z deželo Marke, na zahodu z Lacijem, na jugu z Molizejem in na vzhodu z Jadranskim morjem. Do leta 1964 so bili z Molizejem združeni v eno samo deželo. Delijo se na štiri pokrajine: L'Aquila (108 občin), Chieti (104 občine), Teramo (47 občin) in Pescara (46 občin).

## Zemljepisna lega in podnebje
Abruce lahko delimo na dve geografski enoti, zahodno, ki je popolnoma gorata, in vzhodno, ki je gričevnata in prepredena z vodnimi tokovi. Edina ravnina je ozek obalni pas. Zahodni del, ki zavzema več kot 65 % površine, je elipsasta visoka planota, kjer se dvigajo razne gorske skupine: Majella (2795 m), Velino (2487 m), Meta (2447 m). Najvišji vrh je Gran Sasso d'Italia (2914 m). Območje je apnenčasto in bogato posejano s kraškimi pojavi. Vzhodni del Abrucev je glinast in naplavinski, ponekod močno erodiran. Glavne reke so Aterno-Pescara, Sangro, Tronto, Trigno, Tordino in Vomano, ki se izlivajo v Jadransko morje. Reka Liri izvira in nekaj kilometrov teče po Abrucih ter se nato preko Lacija in Kampanije izliva v Tirensko morje.
Zemljepisna lega odločilno vpliva na podnebje, Obmorski pas ima sicer mediteransko klimo, ki se pa kaj kmalu spremeni v ostrejše vremenske pogoje. Povprečna temperatura mesta Pescara (nadmorska višina 10 m) je na primer okoli 16 °C, v mestu Chieti (330 m) pa temperatura komaj preseže 13°, a je več padavin. Razen višinskih razlik vpliva na podnebje tudi relativna strmina gorskih obronkov, ob katerih se ustavi večina mrzlih perturbacij iz vzhodne Evrope, kar je vzrok za pogoste in hude snežne meteže. Tako je nedaleč od morja podnebje takoj popolnoma kontinentalno in kljub zemljepisni širini izredno ostro, s zimskimi temperaturami do -20 °C.

## Zgodovina
Izkopanine pričajo, da so bili Abruci naseljeni že 18.000 let od tega in od tedaj nepretrgoma do danes. Prvotna plemena so se za časa Rimskega imperija asimilirala s sosedi. V devetem stoletju je bilo ozemlje pod Langobardi, nato ga je papež Hadrijan IV. dodelil Normanom. Pozneje se je tu odvijala borba med Friderikom II. in papeži, v naslednjih stoletjih so tod gospodarili Španci. Vsi so deželo izkoriščali in močno prizadeli. Najhujša nezgoda pa je bila vrsta potresov, ki je prizadela področje v začetku osemnajstega stoletja. Ljudstvo ni imelo dovolj moči, da bi se uprlo ne Avstrijcem, ne Borboncem, ki so si sledili na oblasti. Šele ob koncu stoletja se je Teramo zoperstavil francoskim napadalcem. V prvi polovici devetnajstega stoletja so se vrstile vstaje in upori, vsi več ali manj brezuspešni, kar je privedlo do splošnega razbojništva, ki ga ni bilo več mogoče zatreti.
Italijanska ustava iz leta 1948, ki je določila upravno delitev države, je ozemlje opredelila kot deželo Abruci-Molize. Ob koncu leta 1963 se je Molize ločil in postal samostojna dežela.

## Gospodarstvo
Zaradi izrazito gorate pokrajine in strogih vremenskih pogojev se gospodarstvo Abrucev ni razvilo v sorazmerju z ostalimi predeli Italije. Nasprotno je gospodarski razmah severnih pokrajin povzročil odhod mlajše generacije, ki si je poiskala zaposlitev izven svojih meja. Samo v zadnjih desetletjih dvajsetega stoletja se je dežela močno razvila, bodisi s pomočjo nekaterih državnih posegov (pridobivanje metana), kakor predvsem vsled energične privatne iniciative, ki je uspešno razvila terciarno plat gospodarstva. Današnja ekonomska slika dežele predstavlja poleg močno razvitih sektorjev (Teramo, Pescara) tudi popolnoma zaostale predele. Vendar se slednji zelo naglo prilagajajo sodobnemu pojmovanju kmetovanja: trenutno (19.06.2007) je kar 143 kmetijskih in pastirskih pridelkov Abrucev vključenih v ministrski seznam »tradicionalnih proizvodov«, kar jim daje poseben status v evropskem okviru.